# Kajárpéc
Kajárpéc je vas na Madžarskem, ki upravno spada pod podregijo Téti Županije Győr-Moson-Sopron.